# Rhinella casconi
Espèce
Rhinella casconi est une espèce d'amphibiens de la famille des Bufonidae.

## Répartition
Cette espèce est endémique du Ceará au Brésil. Elle se rencontre à Guaramiranga au-dessus de 700 mètres d'altitude dans la Serra de Baturité.

## Étymologie
Cette espèce est nommée en l'honneur de Paulo Cascon.

## Publication originale
- Roberto, Brito & Thomé, 2014 : A New Species of Rhinella (Anura: Bufonidae) from Northeastern Brazil No Access. South American Journal of Herpetology, vol. 9, no 3, p. 190–199.